# 宮嬪
宮嬪是中國及越南古代帝王妾稱號之一，本來並非正式位號，有時作為嬪的別稱。但越南西山朝起把宮嬪定為未受封妃嬪的君主妾室位號，又分為左宮嬪和右宮嬪，阮朝沿用。但無論是否為正式位號，宮嬪都是指地位較妃、夫人為低的妃嬪，甚至是庶妃或未有封號的帝王侍妾稱號。